# Hiroyuki Imaishi
Hiroyuki Imaishi (今石 洋之, Imaishi Hiroyuki, Tóquio, 4 de outubro de 1971) é um animador e realizador de animés. Fundou o Studio Trigger em 2011 com Masahiko Ohtsuka.

## Biografia
Hiroyuki Imaishi licenciou-se no Departamento de Belas Artes da Universidade de Arte de Tama no bairro Setagaya de Tóquio. Inicialmente, Hiroyuki desenhava mangas para um círculo dōjinshi e posteriormente trabalhou como autor de manga por um período curto.
Hiroyuki iniciou a sua carreira no estúdio Gainax como animador principal do animé Neon Genesis Evangelion em 1995. Alguns dos seus primeiros trabalhos foram realizar, escrever o guião e animar o quinto episódio de FLCL, Diebuster, Oval X Over e do encerramento de Paradise Kiss. Hiroyuki também é conhecido por suas cenas no manga Kare Kano. Em 2004 realizou o filme de animé Dead Leaves no estúdio Production I.G e o primeiro episódio de Re: Cutie Honey.
Sua estreia como realizador de animé televisivo foi na série Tengen Toppa Gurren-Lagann em 2007, que recebeu o Prémio de Excelência no Festival de Artes e Média do Japão no mesmo ano, e Hiroyuki recebeu um prémio individual no décimo segundo Festival da Animação de Cobe. Em 2008, o animé recebeu os prémios de melhor produção de televisão e melhor desenho das personagens na Feira Internacional de Animé de Tóquio. Em 2010 realizou a série Panty & Stocking with Garterbelt.
Em 2011, Hiroyuki saiu do estúdio Gainax e fundou o Studio Trigger com Masahiko Ohtsuka. Sua primeira realização no estúdio foi com a série Kill la Kill. Ele também realizou a abertura da segunda temporada da série Black Dynamite.

## Obras

### Realizador
- Dead Leaves (2004)
- Re: Cutie Honey (2004; primeiro episódio)
- Tengen Toppa Gurren-Lagann (2007)
- Panty & Stocking with Garterbelt (2010)
- Kill la Kill (2013)
- Nihon Animator Mihon'ichi (2015; episódio "Sex & Violence with Machspeed")
- Uchū Patrol Luluco (2016)

### Outras
- Neon Genesis Evangelion (1995; animador principal)
- FLCL (2000; realizador do quinto episódio)
- Black Rock Shooter (2012; realizador)
- Inferno Cop (2012; supervisor)
- Ninja Slayer (2015; desenhador das personagens)
- OK K.O.! Let's Be Heroes (2017; animação da abertura)